# Thomas Goodrich

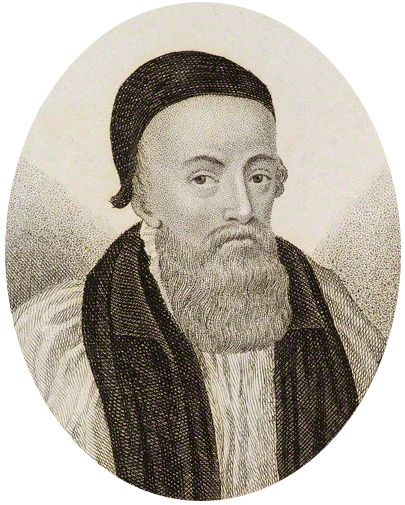
Thomas Goodrich (Darstellung aus dem 19. Jahrhundert)

Sir Thomas Goodrich (auch geschrieben: Goodricke; * 1489 oder 1494 in East Kirkby, Lincolnshire; † 10. Mai 1554 in Somersham, Huntingdonshire) war ein englischer Geistlicher und Staatsmann. Ab 1534 war er Bischof von Ely, von 1552 bis 1553 zudem Lordkanzler.

## Leben
Thomas Goodrich war der Sohn von Edward Goodrich aus East Kirkby, Lincolnshire, und Jane Williamson aus Boston. Er hatte zwei ältere Brüder, John und Henry, sowie drei Schwestern: Mary, Elizabeth und Katherine. Goodrichs genaues Geburtsjahr ist unbekannt. Das Oxford Dictionary of National Biography nennt 1494, allerdings hätte er somit seinen B.A. in Cambridge mit nur 16 Jahren gemacht. L.W. Case nennt in seiner Genealogie der Goodrich-Familie das Jahr 1489 als Geburtsjahr, was in Hinblick auf den Universitätsabschluss als wahrscheinlicheres Datum gelten kann.
Goodrich begann sein Studium am Corpus Christi College der Universität Cambridge, wechselte jedoch später ans Jesus College derselben Universität, wo er 1510 seinen B.A. abschloss. Im darauffolgenden Jahr wurde er Fellow am Jesus College, 1514 wurde ihm der M.A. verliehen.
1529 gehörte er zu den Geistlichen, die bezüglich der Rechtmäßigkeit der Ehe Heinrichs VIII. mit Katharina von Aragon konsultiert wurden. In dieser Angelegenheit sprach sich Goodrich für die Position des Königs aus, was ihm dessen Gunst einbrachte. Ab 1533 wurde Goodrich auf eine Gesandtschaft nach Frankreich entsandt. Um 1530 wurde er zu einem der königlichen Kapläne, 1534 zum Bischof von Ely ernannt. Am 19. April 1534 wurde er von Thomas Cranmer, dem Erzbischof von Canterbury, mit Unterstützung von John Longland, dem Bischof von Lincoln, und Christopher Lord, dem Suffraganbischof von Canterbury und Bischof von Sidon, zum Bischof geweiht. Eigentlich hätte der Diplomat Nicholas Hawkins der Nachfolger seines verstorbenen Onkels Nicholas West als Bischof von Ely werden sollen, war jedoch kurz zuvor auf einer Reise zu Kaiser Karl V. gestorben.
Goodrich war ein eifriger Befürworter der Reformation, half 1537 bei der Abfassung der Institution of a Christian Man (bekannt als Bishops’ Book) und übersetzte das Johannesevangelium für das revidierte Neue Testament. Bei der Thronbesteigung Eduards VI. im Jahr 1547 wurde der Bischof zum Geheimrat ernannt und nahm während der Regierungszeit eine bedeutende Rolle in öffentlichen Angelegenheiten ein. Der Historiker Burnet nannte ihn einen „emsigen, weltlich gesinnten Mann“, der sich gleichermaßen gegen die Eiferer der „alten“ und der „neuen Religion“ wandte. Goodrich half unter anderem bei der Zusammenstellung des Book of Common Prayer und war eins der Kommissionsmitglieder im Prozess gegen Bischof Gardiner. 1551 verhandelte er mit König Heinrich II. von Frankreich über eine Heirat von dessen Tochter Elisabeth mit Eduard VI.  Im Januar 1552 wurde Thomas Goodrich Nachfolger von Richard Rich als Lordkanzler. Dieses Amt behielt er auch während der Herrschaft von Lady Jane Grey (Juli 1553) bei, schloss nach deren Sturz jedoch Frieden mit Königin Maria, trat zum wiederhergestellten katholischen Glauben über und durfte, obwohl ihm das Kanzleramt entzogen wurde, sein Bischofsamt bis zu seinem Tod behalten. Er wurde in der Kathedrale von Ely beigesetzt.